# Opel Cascada
Opel Cascada – samochód osobowy klasy kompaktowej produkowany przez niemiecką markę Opel w latach 2013 – 2019.

## Historia i opis modelu

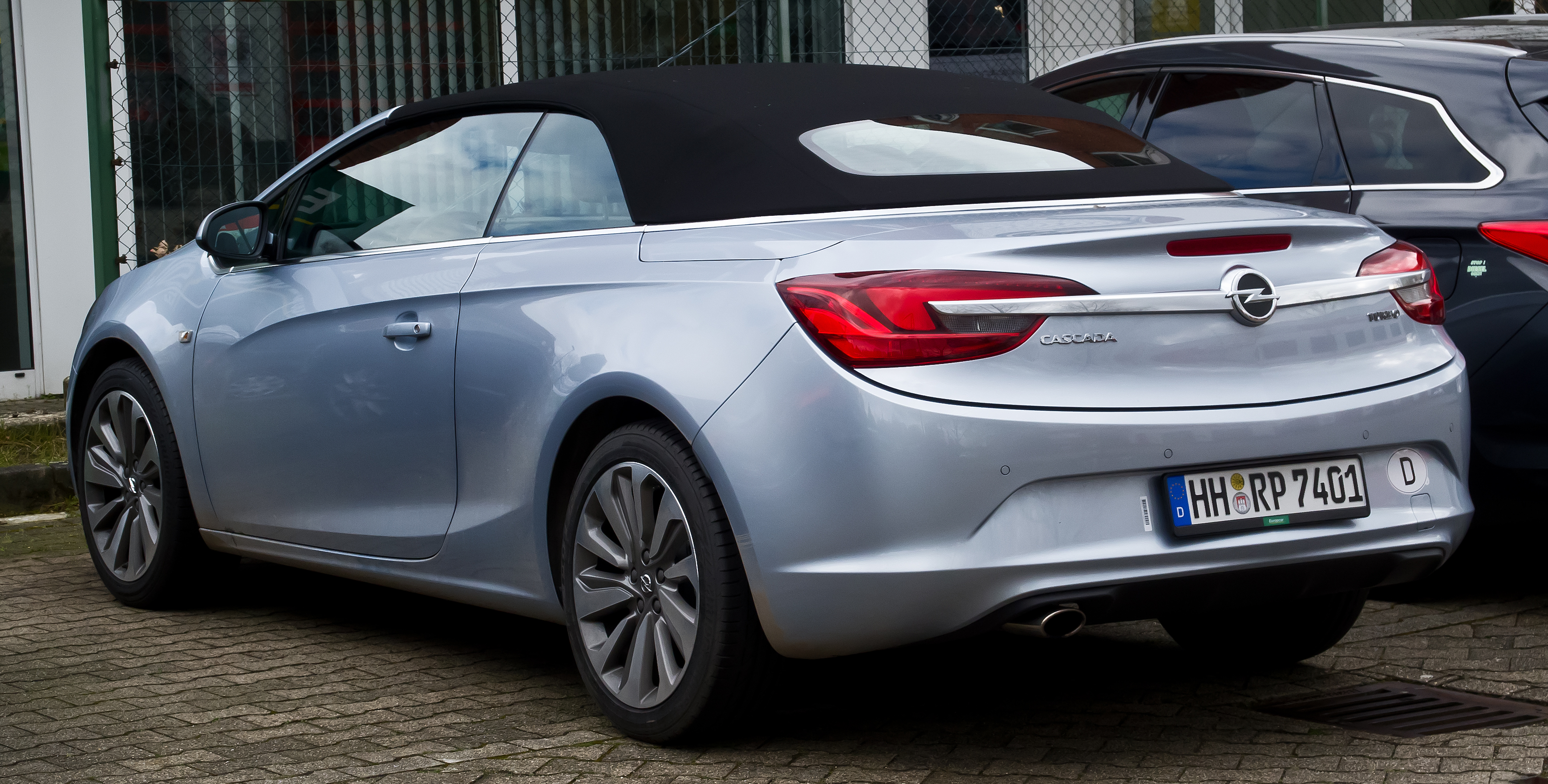
Opel Cascada - tył

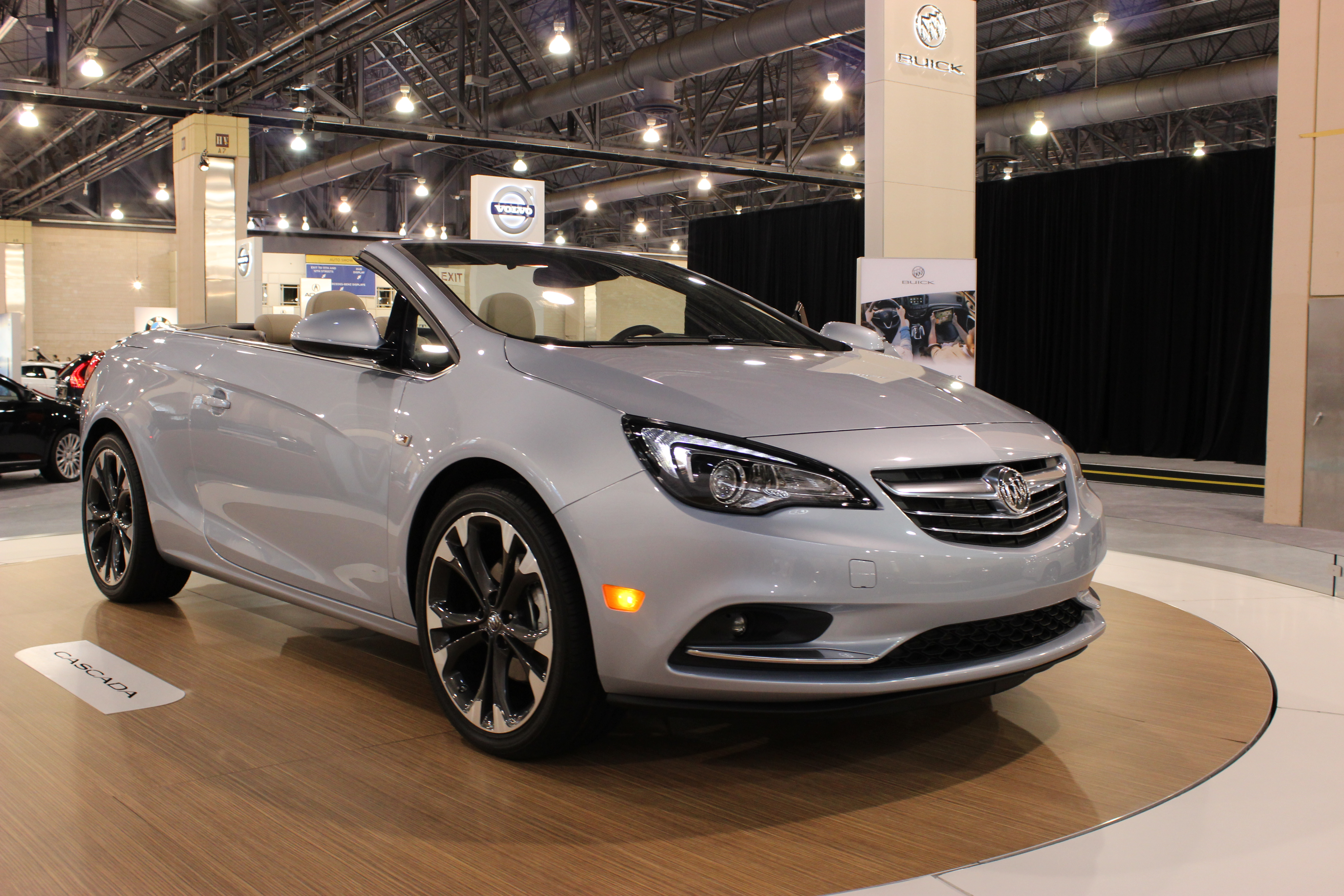
Buick Cascada z otwartym dachem

Samochód został po raz pierwszy oficjalnie zaprezentowany podczas targów motoryzacyjnych w Genewie na początku 2012 roku jako następca modelu Astra H Twin Top. Pojazd produkowany jest od 28 lutego 2013 roku w polskiej fabryce General Motors Manufacturing Poland w Gliwicach.
Auto bazuje na płycie podłogowej Astry J i de facto pełni jego odmianę cabrio. Producent zdecydował się jednak wydzielić model z gamy, nadając mu inną nazwę i odróżniające cechy wyglądu zewnętrznego jak inny przód z większym grillem, inne przetłoczenia na drzwiach oraz deska rozdzielcza pokryta skórą zabudowana dłuższym daszkiem nad zegarami. Cascada została zbudowana na bazie płyty podłogowej GM Delta II. Pojazd wyposażony został w dach w całości wykonany z materiału dostępnego w trzech kolorach, który może zostać złożony automatycznie przy prędkości do 50 km/h w czasie 17 sekund. Tylne lampy wykonane zostały w technologii LED.
Podstawowa wersja pojazdu napędzana jest turbodoładowanym silnikiem benzynowym o pojemności 1.4 l i mocy 120 KM. Najmocniejszą jednostką napędową oferowaną w pojeździe był 2 l silnik wysokoprężny o mocy 195 KM.
Produkcja Cascady zakończyła się 17 lipca 2019 roku w ramach wdrożenia w życie nowej taktyki koncernu PSA, w myśl której wycofane bez następców zostaną modele skonstruowane jeszcze pod skrzydłami General Motors i zarazem – nie przynoszące zysków.

### Nazwy na innych rynkach
Początkowo auto miało być oferowane wyłącznie na rynku europejskim jako Opel (w Hiszpanii jako Opel Cabrio) i Vauxhall (w Wielkiej Brytanii). W latach 2015–2019 samochód importowano jednak także jako Buick do Stanów Zjednoczonych i Kanady, a w latach 2016–2018 – do Australii, pod marką Holden. 
Cascada na wszystkie światowe rynki trafiała z jednej, gliwickiej fabryki.

### Wyposażenie
- Cosmo

Standardowe wyposażenie pojazdu obejmuje m.in. system ABS i ESP oraz wspomagający ruszenie pod górę, 4 poduszki powietrzne, elektryczne sterowanie szyb, elektryczne sterowanie lusterek, dwustrefową klimatyzację, 6-głośnikowy system audio z radiem CD/MP3 oraz wejściami AUX i USB, skórzaną kierownicę, tempomat, czujniki cofania, system monitorujący ciśnienie w oponach, światła przeciwmgłowe, światła do jazdy dziennej oraz 18-calowe alufelgi.
Opcjonalnie, za dopłatą auto wyposażyć można w metaliczny, perłowy lakier, specjalny dach z dodatkową izolacją akustyczną, reflektory biksenonowe AFL zintegrowane ze światłami do jazdy dziennej wykonanymi w technologii LED, skórzaną tapicerkę, podgrzewane przednie fotele, elektrycznie sterowane fotele przednie, elektrycznie regulowaną kierownicę, a także zawieszenie FlexRide z elektronicznie regulowaną siłą tłumienia oraz system audio wyposażony w 7-calowy wyświetlacz oraz nawigację satelitarną 2D lub system multimedialny z DVD oraz nawigacją 3D, elektryczny ogrzewacz powietrza, ogrzewanie postojowe oraz podgrzewaną kierownicę, a także system monitorujący martwe pole, ostrzegający o niekontrolowanej zmianie pasa ruchu oraz Opel Eye rozpoznający znaki drogowe.

### Silniki
| Silnik                  | Pojemność skokowa [cm³] | Typ silnika        | Moc maksymalna [KM] przy obr./min | Maks. moment obrotowy [Nm] przy obr./min | Średnie zużycie paliwa         | Emisja CO2              |                    |                    |                    |
| Silniki benzynowe:      | Silniki benzynowe:      | Silniki benzynowe: | Silniki benzynowe:                | Silniki benzynowe:                       | Silniki benzynowe:             | Silniki benzynowe:      | Silniki benzynowe: | Silniki benzynowe: | Silniki benzynowe: |
| ----------------------- | ----------------------- | ------------------ | --------------------------------- | ---------------------------------------- | ------------------------------ | ----------------------- | ------------------ | ------------------ | ------------------ |
| 1.4 Turbo Ecotec VVT    | 1364                    | R4                 | 120 (88) / 4200                   | 200 / 1850 - 4200                        | 6,5 l / 100 km                 | 153 g                   |                    |                    |                    |
| 1.4 Turbo Ecotec VVT    | 1364                    | R4                 | 140 (103) / 4900                  | 200 / 1850 - 4900                        | 6,3 l / 100 km                 | 148 g                   |                    |                    |                    |
| 1.6 Turbo Ecotec SIDI   | 1598                    | R4                 | 170 (125) / 6000                  | 260 / 1650 - 4250                        | 6,3 l / 100 km                 | 148 g                   |                    |                    |                    |
| 1.6 Turbo Ecotec SIDI   | 1598                    | R4                 | 200 (147) / 5500                  | 280 / 1650 - 3500                        | 7,2 l / 100 km                 | 168 g                   |                    |                    |                    |
| Silniki wysokoprężne:   |                         |                    |                                   |                                          |                                |                         |                    |                    |                    |
| 2.0 CDTI Ecotec         | 1956                    | R4                 | 165 (121) / 4000                  | 350 / 1750 - 2500                        | 6,2 l / 100 km Start&Stop: 5,2 | 163 g Start&Stop: 138 g |                    |                    |                    |
| 2.0 CDTI BiTurbo Ecotec | 1956                    | R4                 | 195 (143) / 4000                  | 400 / 1750 - 2500                        | 5,2 l / 100 km                 | 138 g                   |                    |                    |                    |